# Epicauta sibirica
Epicauta sibirica — вид жуков семейства нарывников.

## Описание
Номинативный подвид — E. s. sibirica длиной 11—23, а E. s. dubia 11—28 мм. Усики самцов в средней части гребневидные.

## Подвиды
- Epicauta sibirica sibirica Pall. — вся задняя часть головы, включая виски и шея, оранжево-красная, на лоб этот цвет внедряется широким клином, который по направлению вперёд сужен в узкую полоску и достигает наличника[1]
- Epicauta sibirica dubia F. — Голова с красноватыми висками и продолговатым пятном на лбу, чёрная окраска достигает заднего края головы[1]